# Fazies
Unter Fazies (lateinisch facies ‚Gesicht‘, ‚Antlitz‘) im weitesten Sinn werden alle Eigenschaften eines Gesteinskörpers oder einer Gesteinsassoziation verstanden, die aus seiner geologischen Geschichte herrühren. Es können rein beschreibende Merkmale sein (Farbe, Gefüge (z. B. Schichtung), Mineralbestand, Fossilien) oder solche, die typisch für die Entstehung (Magmatismus, Sedimentation) oder die nachträgliche Veränderung (Metamorphose, Metasomatose, Verwitterung) eines Gesteinskörpers sind. Zu einer Fazies gehören alle Gesteine einer bestimmten Lokalität oder Region, die jeweils unter gleichen physikalischen und chemischen Bedingungen gebildet oder umgewandelt wurden.

## Grundlagen und Sprachgebrauch
Die Bezeichnung geht ursprünglich auf den Schweizer Amanz Gressly (1838) zurück, der sie als „Summe aller primären organischen und anorganischen Charakteristika einer Ablagerung an einem Ort“ definierte. (Diese historische Definition nimmt auf sedimentäre Fazies Bezug und repräsentiert noch nicht die wesentlich weitergefasste Begrifflichkeit von Fazies, die man heute antrifft. Im Laufe von knapp zwei Jahrhunderten hat der Faziesbegriff Wandlungen und Verallgemeinerungen erfahren.)
Der Begriff Fazies wird auf Gesteinsassoziationen mit diversen Gesteinseigenschaften angewendet. Zu unterscheiden sind rein beschreibende Faziesbegriffe wie „grüne, mergelige Fazies“ und die Bildungsbedingungen beschreibende Faziesbegriffe wie „hochsalinare Lagunenfazies“.
Zur Charakterisierung der Fazies werden diese mit deskriptiven Attributen versehen, während strukturell-chronologische Kriterien als lithostratigraphische Schichten (Strata) bezeichnet werden.
Neben der Ausbildung der Gesteine (Lithofazies), siehe dazu als Beispiel die vom Freistaat Sachsen veröffentlichten Karten zur Lausitz, können auch die im Gestein erhaltenen Fossilien (Biofazies) Hinweise auf das Klima, den Lebensraum und die sonstigen Umweltbedingungen, die zur Zeit der Ablagerung herrschten, geben. Fossilien, die (im Gegensatz zu Leitfossilien) auf ganz bestimmte Faziesräume beschränkt, und für diese typisch sind, bezeichnet man als Faziesfossil.
Anlehnend an die drei Grundarten von Gesteinen: Sedimente, Magmatite und Metamorphite können grundsätzlich sedimentäre, magmatische und metamorphe Fazies unterschieden werden.
Begriffe wie Mikrofazies oder Elektrofazies gehen hervor anhand von Untersuchungsmethoden zur näheren Bestimmung oder Abgrenzung verschiedener Fazies.

## Beispiele
Einige Beispiele für verschiedene Fazies sind:
- Neritische Fazies (zur Unterscheidung von Tiefseefazies)
- Fluviatile Fazies (Flusssedimentgesteine)
- Ostrakoden-Fazies (enthält Schalen kleiner Krebstiere)
- Metamorphe Fazies (durch Druck und Temperatur in der Tiefe veränderte Gesteine)

## Faziesbereiche
Großfaziesbereiche (überregionale Fazies) können in zunehmend kleinere Faziesbereiche unterschieden werden.
Bei Sedimentgesteinen könnte beispielsweise eine marine Fazies grob in eine Tiefsee-Fazies (pelagische oder abyssale Fazies) und eine Flachwasserfazies (neritische Fazies) unterschieden werden. Die Flachwasserfazies könnte sich wiederum in eine Riff- und eine Lagunenfazies aufteilen. Dadurch kann die Paläogeografie des Ablagerungsraumes der Sedimente rekonstruiert werden. Beispielsweise ergibt die Verteilung verschiedener karbonatischer Fazies im Bereich des heutigen Altmühltales ein genaues Modell des Meeresbeckens, das im Zeitalter des Juras der Ablagerungsraum der Karbonate war.
Bei magmatischen Gesteinen können Fazies verschiedener geochemischer Zusammensetzung und damit unterschiedlichem Mineralbestand und unterschiedlicher Eruptionsformen und Abkühlungsgeschichte (Plutonite und Vulkanite) Aufschluss über Ursache, Lage und Ausbildung des Magmatismus geben.
Bei metamorpher Fazies unterscheidet man die Gesteine anhand charakteristischer Mineralzusammensetzungen, die sich unter bestimmten Druck- und Temperaturbedingungen bilden. Man unterscheidet Unterfazies wie etwa Grünschiefer-Fazies oder Albit-Epidot-Almandin-Fazies, die definierten Metamorphosebereichen entsprechen. Bereiche verschiedener metamorpher Fazies können zur Rekonstruktion der Metamorphosebedingungen verwendet werden. Beispielsweise unterscheidet sich die Verteilung metamorpher Fazies von ehemaligen Subduktionszonen charakteristisch von denen einer Metamorphose bei der Absenkung innerhalb eines sedimentären Beckens.

## Faziesentwicklungen, Faziesregel nach Walther
Fazies können sich nicht nur paläogeographisch räumlich unterscheiden; sie können sich auch zeitlich entwickeln. So kann beispielsweise, bedingt durch ein Vorrücken des Meeres (Transgression) Litoralfazies (Küstenfazies) über Strandfazies liegen. Die Faziesregel nach Walther (1894) besagt, dass bei ungestörter Schichtung hierbei nur Fazies übereinander liegen können, die auch zeitgleich nebeneinander vorkommen können.

## Mikrofazies
Abzugrenzen ist der Begriff der Mikrofazies. Hierunter versteht man keine eigene Fazies, sondern die Zusammenfassung aller Faziesmerkmale, welche nur unter dem Mikroskop zu erkennen sind. Exemplarisch hierfür steht etwa die Art der Zementation von Sandsteinen oder das Vorkommen von bestimmten Hartteilen von Mikroorganismen in einem Kalkstein. So ist mikrofaziell insbesondere bei Karbonaten eine äußerst detaillierte Bestimmung des Sedimentationsraumes und dessen Entwicklung möglich.

## Elektrofazies
Ebenfalls abzugrenzen ist der Begriff der Elektrofazies. Hierunter versteht man keine eigene Fazies, sondern die Zusammenfassung verschiedener Gesteinsmerkmale, welche durch Bohrlochmessungen zu bestimmen sind. Der Begriff stammt aus der Petrophysik. Daten aus Bohrlochmessungen wie Elektrische Leitfähigkeit, Neutronendichte oder natürliche Gammastrahlung des durchbohrten Gesteins werden in Diagrammen gegeneinander aufgetragen. Verschiedene Gesteine gruppieren sich nun in verschiedenen Bereichen, wodurch verschiedene Elektrofazies definiert werden.